# Kieran Overs
Kieran Overs (* 22. Dezember 1950 in Toronto, Ontario) ist ein kanadischer Jazzmusiker (Kontrabass, Komposition).

## Leben und Wirken
Overs ist seit Mitte der 1970er Jahre in der kanadischen Jazzszene etabliert, zunächst als Gitarrist und E-Bassist, um dann zum Kontrabass zu wechseln. Er studierte zunächst am Humber College, wo er mit dem Bachelor abschloss, um dann einen Masterstudiengang der McGill University (Montreal) zu absolvieren. Er hat außerdem 1986 Privatunterricht bei Niels-Henning Ørsted Pedersen und 1990 beim Arrangeur Rick Wilkins genommen.
Overs unternahm internationale Tourneen mit Moe Koffman/Dizzy Gillespie, Jane Bunnett, Sophie Milman, Carol Welsman und Emilie-Claire Barlow. In Toronto hat Overs als Sideman mit durchreisenden Musikern wie Zoot Sims, Chet Baker, Bill Charlap, Sonny Stitt, Kenny Wheeler, Don Pullen, Barry Harris, Harold Mabern und Sheila Jordan gearbeitet; er trat zudem mit Carol Sloane/Bill Mays, Brian Dickinson, Pat LaBarbera, Alex Dean und Kirk MacDonald auf. Er ist Mitglied des Nancy Walker Quartetts, des Ted Quinlan Trios und von Inside Out (mit Lorne Lofsky und Barry Romberg). Zudem begleitete er Roger Whittaker. Mit Steve Holt entstand 1992 das Duoalbum Just Duet.
Overs hat für seine Kompositionen in seinen eigenen größeren Ensembles viel Lob erhalten, etwa in einer All-Star-Besetzung kanadischer Musiker, Overs’ Eleven. Als Solist auf seinen eigenen Aufnahmen erinnert sein Stil an Charlie Haden. Mit seinem Debütalbum Gateway (1992) hat er vier Tonträger unter eigenem Namen und mehr als 80 als Sideman aufgenommen. 2002/2003 und 2007 wurde er bei den National Jazz Awards of Canada als bester Bassist des Jahres nominiert.
Overs ist zudem Lehrbeauftragter an den Musikfakultäten des Humber College in Toronto und des Mohawk College in Hamilton.